# Университет „Карауин“
Университетът „Карауин“ (на арабски: جامعة القرويين; на френски: Université Al-Karaouine) е университет в град Фес, Мароко.
Това е най-старият университет в света, който не е прекъсвал образователната си дейност от създаването си (859 г.) до днес, според ЮНЕСКО и Световните рекорди на Гинес. Този факт е обект на дискусии и се оспорва от други институции, като например Университета Зетуна, основан през 703 в Тунис. Самият университет Ал-Карауин е кръстен на джамията „Карауин“ в Мароко, най-старата джамия в Магреб и люлката на цивилизацията на мюсюлманските Малики.
Университетът е основан през 859 година като медресе, което през следващите столетия е едно от най-авторитетните в Ислямския свят. През 1963 година то е преобразувано в държавен университет. Преподаването е съсредоточено главно в областта на ислямското богословие, право, сравнителна юриспруденция и класически филологии.

## История
Университетът е основана като медресе (ислямско училище) през 859 г. от Фатима ал-Фихри, дъщеря на богат търговец на име Мохамед Ал Фихри. Семейството Ал-Фихри е мигрирало от Кайруан (Тунис) във Фес в началото на 9 век и се е присъединило към общност от мигранти от Кайруан, които са се заселили в западния квартал на града. Фатима и сестра ѝ Мариам, които са добре образовани, наследили голямо богатство от баща си, което Фатима обещала да даде за изграждането на джамия и училище. По това време град Фес е бил столицата на династията Идрисид.
В хода на хилядолетната си история, университетската библиотека съдържа богат набор от ръкописи. Сред най-ценните ръкописи, които понастоящем се намират в библиотеката, са томовете от известния ал-Мууата на Малик ибн Нас, написани на пергамент от газела, копие от Свещения Коран, дадено от султан Ахмад ал-Мансур през 1602 г., както и оригиналното копие на книгата на Ибн Халдун „Ал-Ибар“.
Сред преподаваните предмети, заедно с Корана и Фикх (ислямска юриспруденция), са граматика, реторика, логика, медицина, математика и астрономия.

## Личности
Ал Карауин е обучил множество учени, които са силно повлияли върху интелектуалната и академичната история не само в мюсюлманския свят, но в Западна Европа. В този списък силно изпъква името на Ал-Идриси - географ и картограф, чиито карти оказват огромно влияние върху европейските изследвания през Ренесанса. Сред имената, свързани с университета, са Ибн Рушайд ал-Саби (1321 г.), Мохамед Ибн ал Хаджи ал-Абдари ал-Фаси (1336 г.), Абу Имран ал Фаси (1015 г.), водещ теоретик на школата Малики в ислямската юриспруденция, Лео Африка - известен пътешественик и писател. Учените Ибн ал-Араби (1165-1240 г.), Ибн Халдун (1332-1395 г.), Ибн ал-Хатиб, Албитохий, Ибн Хиржихим Ал-Вазан също са свързани с университета като студенти и преподаватели. Сред християнските учени, посещавали Ал Кaрауин, са фламандецът Никълъс Кленеърс, холандският ориенталист и математик Голий, папа Силвестър II и др.